# Leucótea

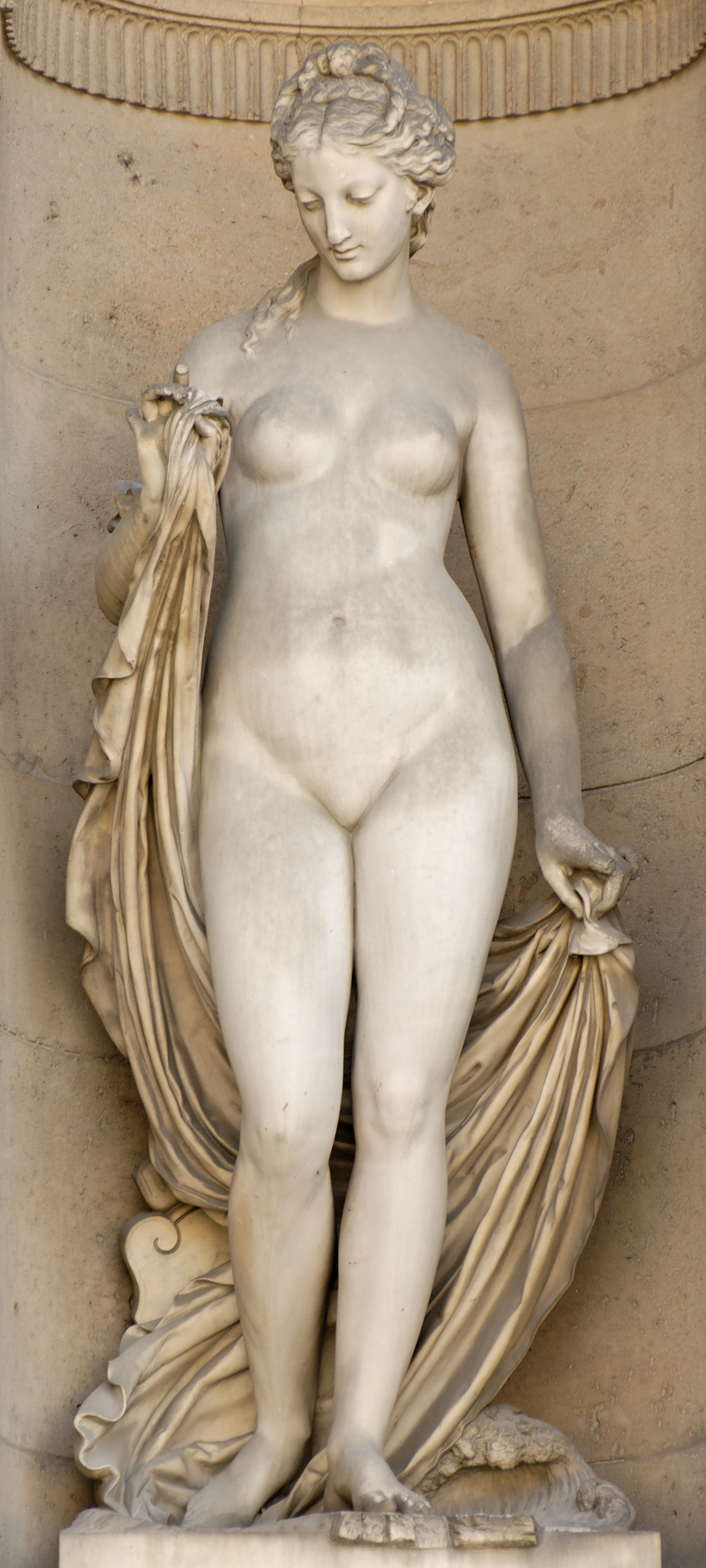
Jean-Jules Allasseur: Leucótea (Leucothéa). Palacio del Louvre.

En la mitología griega, Leucótea o Leucotea (en griego Λευκοθέα, Leukothéa, ‘diosa blanca’) era uno de los aspectos bajo los que conocía a una antigua diosa del mar. Las fuentes mitológicas coinciden en que fue una ninfa transformada. Dice Lucio Anneo Cornuto que Leucótea es hija de Nereo y que su nombre refleja claramente el color blanco (leukón) de la espuma.
En la variante más familiar, Ino, la hermana de Sémele y esposa del rey Atamante, se convirtió en diosa después de que Hera la volviese loca como castigo por cuidar del recién nacido Dioniso. Ino saltó al mar con su hijo Melicertes en sus brazos. Por pena, aseguraban los helenos, los dioses olímpicos hicieron a ambos dioses del mar, transformando a Melicertes en Palemón, patrón de los Juegos Ístmicos, y a Ino en Leucótea.
En la versión situada en Rodas puede detectarse un nivel mítico mucho más antiguo. Allí, la mujer que se arrojaba al mar y se convertía en Leucótea era Halia (‘del mar’), una ninfa local y una de los telquines originarios de la isla que sucumbió a Poseidón, criado en la isla. Halia tuvo con él a Rodo y seis hijos. Afrodita hizo que éstos enloquecieran y violasen a su madre como venganza por una impía afrenta, por lo que fueron confinados bajo tierra por Poseidón. De esta forma los rodios seguían su ascendencia mítica hasta Rodo y el titán Helios. (Graves 1955)
En la Odisea, Homero relata que Leucótea salvó la vida de Odiseo después de que Calipso le dejara regresar a su casa y le ofreciera para ello una endeble balsa. Poseidón, al ver la embarcación, la hizo añicos con la palma de la mano, sumergiéndose el héroe hasta el fondo del mar por el peso de las ricas ropas que llevaba. Pero su gran fortaleza física le permitió desembarazarse del lastre y salir a la superficie antes de morir ahogado. Allí le esperaba Leucótea, convertida en gaviota, en alcatraz o en mergo para despistar a Poseidón. Entregó a Odiseo un velo mágico que, atado a su cintura, le libraría de ahogarse si volvía a sumergirse. Odiseo le obedeció y, en lugar de aferrarse a los restos de la embarcación, se alejó nadando del lugar, lo que hizo que Poseidón no pudiera localizarle. Con ayuda de Atenea, que amansó los vientos, Odiseo logró nadar hasta la isla de los feacios, donde pudo descansar tras dos días de agotadora travesía.
Leucótea tenía sus altares junto a los de Poseidón, siendo el principal el que se encontraba en Corinto. Tenía un santuario en Laconia, donde contestaba las preguntas de la gente sobre sus sueños, siendo esta su forma de oráculo. Puede comparársela con la etrusca Losna.
Los romanos la adoraban con el nombre de Matuta y acudían al templo que tenía dedicado en Roma para rogar por los hijos de sus parientes, nunca por los propios, pues Leucótea fue violada y humillada por sus hijos antes de ser inmortal. La entrada en el templo estaba reservada a las matronas romanas, prohibiéndosele a las esclavas bajo pena de muerte.
Leucótea es La diosa blanca de Robert Graves.   
No debe ser confundida con Leucótoe, aunque a veces su nombre se deletree así.